# Fares Dessouky
Fares Dessouky, né le 29 septembre 1994 à Alexandrie, est un joueur professionnel de squash représentant l'Égypte. Il atteint, en avril 2021, la 7e place mondiale sur le circuit international, son meilleur classement.

## Biographie
Sa meilleure performance est au British Open en 2014 quand il écarte ses compatriotes Karim Abdel Gawad et Karim Darwish pour atteindre les quarts de finale où il est éliminé par le futur finaliste Nick Matthew.
Il s'ensuit un autre quart de finale à l'US Open ce qui lui permet d'intégrer le top 25 pour la première fois. Mai 2015 est également une étape importante de sa carrière puisque pour la première fois, il intègre le top 20 du classement mondial et il est désigné Jeune joueur de l'année PSA.
Lors du Hong Kong Open 2017, il souffre d'une rupture de ligament croisé et le ménisque est également touché,. Sa guérison nécessite qu'il se retire du circuit pendant une année et il fait son retour sur le circuit en janvier 2019 pour le CCI International où il atteint la finale battu par Tarek Momen.
Il signe son retour au premier plan en avril 2019 avec une victoire sur l'ancien champion du monde et no 2 mondial Mohamed El Shorbagy en quart de finale du tournoi El Gouna International qui confirme une victoire au tour précédent face au 7e mondial Miguel Ángel Rodríguez. Cette belle performance lui permet de réintégrer le top 20 au classement d'avril 2019 avec une 18e place.
En décembre 2020 lors du tournoi Black Ball Squash Open masculin 2020, alors 11e joueur mondial, il  remonte un handicap de deux jeux à zéro pour s'imposer face au no 1 mondial Ali Farag et remporte le plus grand titre de sa carrière.

## Palmarès

### Titres
- Black Ball Squash Open : 2020
- Open de Pittsburgh : 2020
- CCI International : 2016

### Finales
- Black Ball Squash Open : 2021
- Open d'Allemagne 2025
- Motor City Open : 2022
- CCI International : 2019
- Canary Wharf Squash Classic : 2017
- Open de Macao : 2015
- Championnats du monde junior : 2013